# باوع (القامشلي)
باوع قرية تتبع ناحية مركز القامشلي ، منطقة القامشلي في محافظة الحسكة شمال شرق سوريا. تقع على بعد 25 كلم جنوب مدينة القامشلي.تقع القرية على الضفة الغربية لنهر جقجق وهي قرية زراعية تزرع المحاصيل المختلفة. سكانها من قبيلتي طيء والجبور.